# Розлуч (гміна)
Розлуч — колишня (1934–1939 рр.) сільська ґміна Турківського повіту Львівського воєводства Польської республіки. Центром ґміни було село Розлуч.
Ґміну Розлуч було утворено 1 серпня 1934 р. у межах адміністративної реформи в ІІ Речі Посполитій із дотогочасних сільських ґмін: Гвоздець, Ясениця-Замкова, Лопушанка Хомина, Розлуч, Рип’яни, Смеречка, Волосянка Мала, Волосянка Велика.